# Куранты (музыкальный сборник)
Куранты — анонимный музыкальный сборник кантов на славянских языках, записанных в XVIII веке. Хранится в рукописном отделе Пушкинского Дома в городе Санкт-Петербург.

## История
Первое упоминание о сборнике содержится в 1926 году в докладе советского музыковеда Николая Фёдоровича Финдейзена, однако этот сборник кантов представлял для него, судя по всему, чисто этнографический интерес. Финдейзен был не слишком высокого мнения о качестве музыки и стихов, собранных в рукописи, отмечая «неповоротливость и виршей, и музыкального напева». Это критика повлияла на отношение к рукописи, так как вскоре она не была всерьёз исследована учёными.
В 1970 году двое ученых из Великобритании А. Б. Макмиллин и К. Л. Дрейдж опубликовали «Куранты» в «Оксфордских славянских записках». Это издание является расшифровкой всей рукописи - музыкальный материал переведен из поздней киевской нотации в современную; вокальные ключи заменены скрипичным и басовым с ее подробным аннотированным описанием.￼

## Описание
Большая часть стихов, вошедших в «Куранты» - любовная лирика, но тем не менее также встречаются сюжеты бытовые, шуточные, застольные, но они в заметном меньшинстве. Стихи произведения полностью светские, что является редкостью для собрания кантов первой половины XVIII века.
Основной корпус музыкальных номеров сборника (18 из 29 сохранившихся целиком) представлен трехголосием, характерным для традиционного канта, но имеются и двух-одноголосные записи. Следует также заметить, что «Куранты» дошли до нас не полностью. Последний номер рукописи помечен А. Б. Мак-миллиным и К. Л. Дрейджем цифрой 38; таким образом, на сегодня утеряна музыка 10 номеров (одного из них - частично), о чем сообщает еще Н. Ф. Финдейзен.